# Nicolas Charton
Pour les articles homonymes, voir Charton.
Nicolas Charton (1859 - 1923) est un député mosellan. Il siège au Reichstag allemand de 1896 à 1898.

## Biographie
Lorrain de souche, Nicolas Charton naît le 10 octobre 1859, à Sierck-les-Bains, en Lorraine. Après la défaite française de 1871, le nord-est de la Lorraine et l'Alsace sont annexés à l'Allemagne. La vie reprend doucement son cours et les affaires reprennent. Nicolas Charton termine ses études au lycée de Sierck. Propriétaire foncier, il est plus tard élu maire de sa commune. 
Dans le paysage politique, on assiste à l’implantation progressive des partis politiques allemands, corrélativement à l’émergence d’une politique régionale propre au Reichsland et à ses enjeux. Nicolas Charton se présente aux élections législatives de 1898, sur la circonscription n° 13 de Bolchen - Diedenhofen. Député protestataire, il est élu avec 76,91 % des suffrages exprimés.
En 1918, la Moselle redevient Française. Nicolas Charton décède à Sierck-les-Bains, le 1er février 1923.

## Mandats électifs
- Reichstag[2]
  - n°11 : janvier 1896 - juin 1898: circonscription de Bolchen - Diedhofen avec 76,91 % des suffrages exprimés

## Sources
- Ressource relative à la vie publique :   - base Léonore
- Notice dans un dictionnaire ou une encyclopédie généraliste :   - Deutsche Biographie
- Notices d'autorité :   - VIAF
  - GND
- Charton, Nicolaus, sur Datenbank der deutschen Parlamentsabgeordneten.
- Nicolas Charton sur Parlamentarierportal.